# Wieża Delimara
Wieża Delimara (malt. Torri ta’ Delimara, ang. Delimara Tower), pierwotnie znana jako Torre della Limara – była to mała wieża strażnicza w Delimara, w granicach Marsaxlokk na Malcie. Została zbudowana w roku 1659 jako dziesiąta z wież de Redina. W roku 1793 nieopodal zbudowano baterię artyleryjską. Tak bateria, jak i wieża zostały później zburzone.

## Historia
Wieża Delimara została zbudowana na końcu Delimara Point w roku 1659. Zaprojektowana jako standardowa wieża de Redina, zbudowana była na planie kwadratu, posiadała dwa piętra i turret (mała wieżyczka, forma bartyzany) na dachu. Rzeczą unikalną było, że posiadała ona machikuły. Miała też podpory u podstawy, co sugeruje pewną słabość strukturalną. Podobne podpory można znaleźć w wieży Triq il-Wiesgħa.
Wieża Delimara miała w swoim polu widzenia wieżę Xrobb l-Għaġin na północnym wschodzie oraz wieżę Bengħisa na południowym zachodzie. W roku 1793 obok wieży zbudowano baterię bojową.
Tak wieża, jak i bateria zostały zburzone przez Brytyjczyków, aby oczyścić pole ognia pobliskiego fortu Delimara.